# Cratère de Lawn Hill

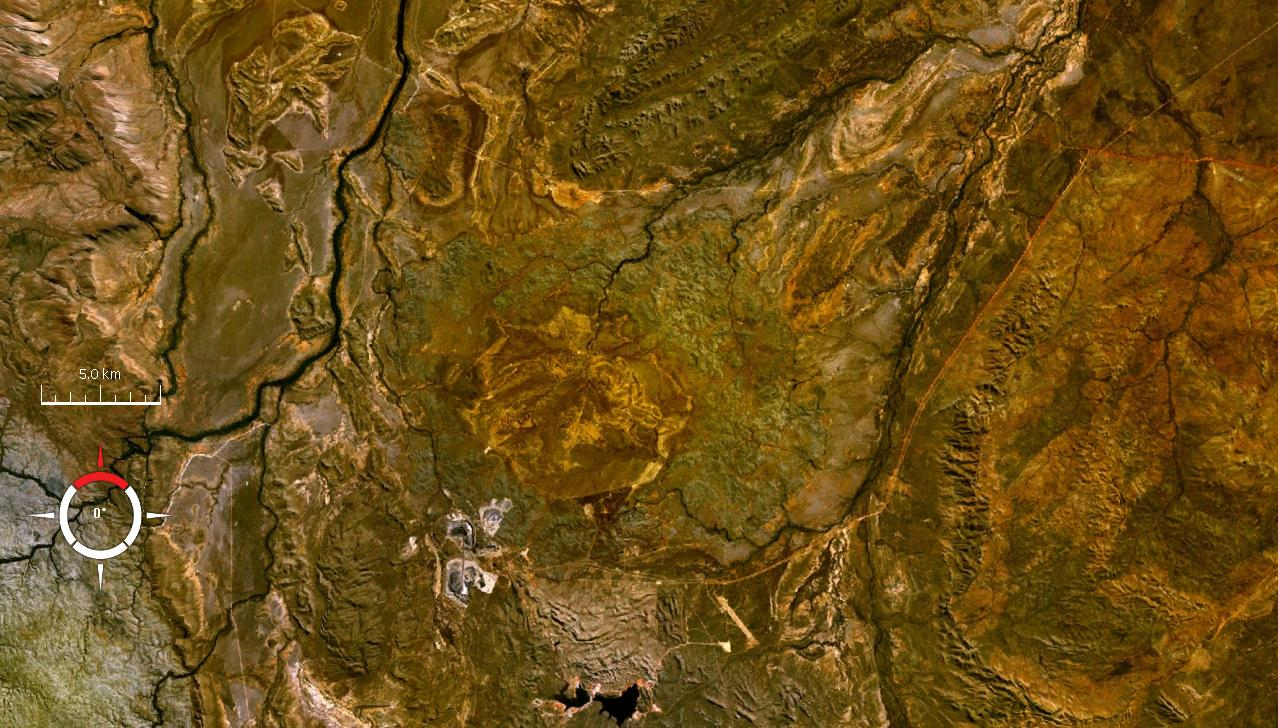
Photo satellite de la zone du cratère de Lawn Hill (structure circulaire au centre de l'image)

Le cratère de Lawn Hill est un cratère érodé situé dans le Queensland en Australie. Il a un diamètre d'environ 18 km, et a été daté de plus de 515 millions d'années. L'origine du cratère était incertaine jusqu'à la découverte de cones de choc et de structures de quartz en 1987.

## Description
Le site est érodé et il a été suggéré que le cratère d'origine était légèrement plus grand, avec un diamètre d'environ 20 km. Dans le passé, on s'est demandé si les calcaires, qui datent du Cambrien moyen (environ 510 Ma) d'après les comparaisons avec les affleurements de calcaire marin du bassin de Georgina, ont simplement été déposés dans le cratère après sa formation ou s'ils ont été déformés par l'impact. Ces points de vue divergents suggèrent que le cratère pourrait dater du Cambrien antérieur ou du Protérozoïque, ou bien du Paléozoïque. Bien qu'une étude récente ait conclu que l'impact s'était probablement produit juste avant ou même pendant les premiers stades du dépôt du calcaire, suggérant un âge d'environ 509-506 Ma (Cambrien moyen), l'âge de la structure d'impact est maintenant considéré comme Ordovicien (environ 472 Ma) sur la base de la datation 40Ar-39Ar des particules de fonte liées à l'impact. Le bassin de Georgina était encore un centre de dépôt actif à cette époque et l'excellente préservation de la structure est attribuée à l'enfouissement par la sédimentation post-impact.